# Ramón Mantilla Duarte
Ramón Mantilla Duarte CSsR (* 17. Juli 1925 in Piedecuesta, Santander, Kolumbien; † 16. März 2009 in Bogotá, Kolumbien) war Bischof von Ipiales.

## Leben
Ramón Mantilla Duarte trat der Ordensgemeinschaft der Missions-Gemeinschaft der Redemptoristen bei. Er studierte von 1942 bis 1948 Philosophie und Theologie im spanischen Astorga und empfing am 5. Februar 1948 die Priesterweihe. Von 1965 bis 1966 absolvierte er ein Aufbaustudium in Liturgie in Madrid und von 1966 bis 1967 der Soziologie in Rom. An der Päpstlichen Universität Heiliger Thomas von Aquin wurde er promoviert.
1971 ernannte ihn Papst Paul VI. zum Titularbischof von Oppidum Consilinum und bestellte ihn zum Apostolischen Vikar von Mocoa-Sibundoy. Die Bischofsweihe spendete ihm am 13. März 1971 Erzbischof Angelo Palmas, Nuntius in Kolumbien; Mitkonsekratoren waren Héctor Rueda Hernández, Bischof von Bucaramanga, und José de Jesús Pimiento Rodriguez, Bischof von Garzón-Neiva. 1977 erfolgte die Ernennung zum Bischof von Garzón. 1985 ernannte ihn Papst Johannes Paul II. zum dritten Bischof von Ipiales. 1987 wurde seinem Rücktrittsgesuch stattgegeben.